# Lijst van rijksmonumenten in Smallingerland

Smallingerland

De gemeente Smallingerland telt 67 inschrijvingen in het rijksmonumentenregister. Hieronder een overzicht. 

## Boornbergum
De plaats Boornbergum (Boarnburgum) telt 1 inschrijving in het rijksmonumentenregister.
| Object                     | Oorspronkelijke functie? | Bouwjaar                                                     | Architect                  | Locatie          | Coördinaten?                | Nr.?  | Afbeelding        |
| -------------------------- | ------------------------ | ------------------------------------------------------------ | -------------------------- | ---------------- | --------------------------- | ----- | ----------------- |
| Hervormde kerk, inventaris | Vanwege onderdelen kerk  | 17e eeuw (preekstoel, torenuurwerk) 1871 (kerk) 1925 (orgel) | Bakker en Timmenga (orgel) | Westerbuorren 11 | 53° 4' 56" NB, 6° 2' 39" OL | 33980 | Meer afbeeldingen |

## Drachten
De plaats Drachten telt 26 inschrijvingen in het rijksmonumentenregister. Zie de Lijst van rijksmonumenten in Drachten voor een overzicht.

## Drachtstercompagnie
De plaats Drachtstercompagnie (Drachtster Kompenije) telt 2 inschrijvingen in het rijksmonumentenregister.
| Object                                   | Oorspronkelijke functie? | Bouwjaar | Architect        | Locatie         | Coördinaten?                | Nr.?   | Afbeelding                               |
| ---------------------------------------- | ------------------------ | -------- | ---------------- | --------------- | --------------------------- | ------ | ---------------------------------------- |
| Stelpboerderij met aangebouwde bijschuur | Boerderij                | 1936     | M.D. van der Zee | Smidswei 52     | 53° 8' 14" NB, 6° 8' 15" OL | 499058 | Stelpboerderij met aangebouwde bijschuur |
| Stelpboerderij, stookhok                 | Boerderij                | 1936     | M.D. van der Zee | bij Smidswei 52 | 53° 8' 14" NB, 6° 8' 15" OL | 499064 | Stelpboerderij, stookhok                 |

## Goëngahuizen
De plaats Goëngahuizen (Goaiïngahuzen) telt 4 inschrijvingen in het rijksmonumentenregister.
| Object                   | Oorspronkelijke functie?  | Bouwjaar                                                 | Architect | Locatie            | Coördinaten?                 | Nr.?  | Afbeelding        |
| ------------------------ | ------------------------- | -------------------------------------------------------- | --------- | ------------------ | ---------------------------- | ----- | ----------------- |
| Heechhiem                | Industrie- en poldermolen | 1820 of eerder 1995 (rest.) 2004 (rest. en verplaatsing) |           | bij Peansterdyk 18 | 53° 5' 4" NB, 5° 52' 40" OL  | 33999 | Meer afbeeldingen |
| De Modderige Bol         | Industrie- en poldermolen | 1848 of eerder 1992-'93 (rest.)                          |           | bij Peansterdyk 10 | 53° 4' 59" NB, 5° 53' 7" OL  | 34000 | Meer afbeeldingen |
| De Jansmolen (De Modden) | Industrie- en poldermolen | 19e eeuw 1990 (rest.)                                    |           | bij Peansterdyk 10 | 53° 4' 58" NB, 5° 53' 13" OL | 34001 | Meer afbeeldingen |
| Roekmole                 | Industrie- en poldermolen | voor 1832                                                |           | It Eilân 6B        | 53° 5' 42" NB, 5° 53' 38" OL | 35972 | Meer afbeeldingen |

## Houtigehage
De plaats Houtigehage (De Houtigehage) telt 1 inschrijving in het rijksmonumentenregister.
| Object                                      | Oorspronkelijke functie? | Bouwjaar | Architect | Locatie       | Coördinaten?               | Nr.?   | Afbeelding        |
| ------------------------------------------- | ------------------------ | -------- | --------- | ------------- | -------------------------- | ------ | ----------------- |
| Arbeiderswoning met inpandige kleine schuur | Woonhuis                 | 1909     |           | Skoallewyk 10 | 53° 9' 1" NB, 6° 8' 38" OL | 499267 | Meer afbeeldingen |

## Kortehemmen
De plaats Kortehemmen (Koartehimmen) telt 3 inschrijvingen in het rijksmonumentenregister.
| Object | Oorspronkelijke functie? | Bouwjaar                                                                                     | Architect            | Locatie        | Coördinaten?                | Nr.?  | Afbeelding |
| --- | ------------------------ | -------------------------------------------------------------------------------------------- | -------------------- | -------------- | --------------------------- | ----- | --- |
| Kop-rompboerderijtje met zesruitsvensters en puntgevel aan het woongedeelte                                         | Boerderij                | ca. 1850                                                                                     |                      | Boerestreek 8  | 53° 4' 40" NB, 6° 4' 14" OL | 33981 | Meer afbeeldingen                                                                                                   |
| Kerk en klokkenstoel                                                                                                | Kerk en kerkonderdeel    | 13e eeuw (kerk) 1620 (oostgevel kerk) 1750 (klok in klokkenstoel) 1950 (renov. klokkenstoel) | J. Borchhardt (klok) | Boerestreek 13 | 53° 4' 41" NB, 6° 4' 24" OL | 33982 | Meer afbeeldingen                                                                                                   |
| Keuterboerderijtje onder rieten dak tegen puntgevel met zesruitsvensters beneden en kleine lichtopeningen in de top | Boerderij                | 1718                                                                                         |                      | Boerestreek 28 | 53° 4' 33" NB, 6° 4' 26" OL | 33983 | Keuterboerderijtje onder rieten dak tegen puntgevel met zesruitsvensters beneden en kleine lichtopeningen in de top |

## Nijega
De plaats Nijega (Nyegea) telt 4 inschrijvingen in het rijksmonumentenregister.
| Object                              | Oorspronkelijke functie? | Bouwjaar                                                           | Architect                               | Locatie          | Coördinaten?                | Nr.?   | Afbeelding          |
| ----------------------------------- | ------------------------ | ------------------------------------------------------------------ | --------------------------------------- | ---------------- | --------------------------- | ------ | ------------------- |
| Hervormde kerk, klok in toren       | Vanwege onderdelen kerk  | 1381                                                               |                                         | bij Hearrewei 1  | 53° 8' 29" NB, 6° 1' 26" OL | 33984  | Upload foto         |
| Hervormde kerk                      | Kerk en kerkonderdeel    | oorspr. 16e eeuw 1850 (verb.) 1893-'94 (toren, verb.) 1957 (rest.) | D.D. Duursma (1893-'94) J. Baart (1957) | Hearrewei 1      | 53° 8' 29" NB, 6° 1' 26" OL | 499073 | Meer afbeeldingen   |
| Hervormde kerk, hek                 | Erfscheiding             | 1894                                                               |                                         | bij Hearrewei 1  | 53° 8' 29" NB, 6° 1' 26" OL | 499079 | Hervormde kerk, hek |
| Boerderij met aangebouwde bijschuur | Boerderij                | 1937                                                               | L. Alssema                              | Aldegeasterdyk 6 | 53° 7' 58" NB, 6° 1' 28" OL | 499279 | Upload foto         |

## Opeinde
De plaats Opeinde (De Pein) telt 10 inschrijvingen in het rijksmonumentenregister. Zie de Lijst van rijksmonumenten in Opeinde voor een overzicht.

## Oudega
De plaats Oudega (Aldegea) telt 9 inschrijvingen in het rijksmonumentenregister. Zie de Lijst van rijksmonumenten in Oudega (Smallingerland) voor een overzicht.

## Rottevalle
De plaats Rottevalle (De Rottefalle) telt 11 inschrijvingen in het rijksmonumentenregister. Zie de Lijst van rijksmonumenten in Rottevalle voor een overzicht.
Achtkarspelen ·
Ameland ·
Dantumadeel ·
De Friese Meren ·
Harlingen ·
Heerenveen ·
Leeuwarden ·
Noardeast-Fryslân ·
Ooststellingwerf ·
Opsterland ·
Schiermonnikoog ·
Smallingerland ·
Súdwest-Fryslân ·
Terschelling ·
Tietjerksteradeel ·
Vlieland ·
Waadhoeke ·
Weststellingwerf